# SMS

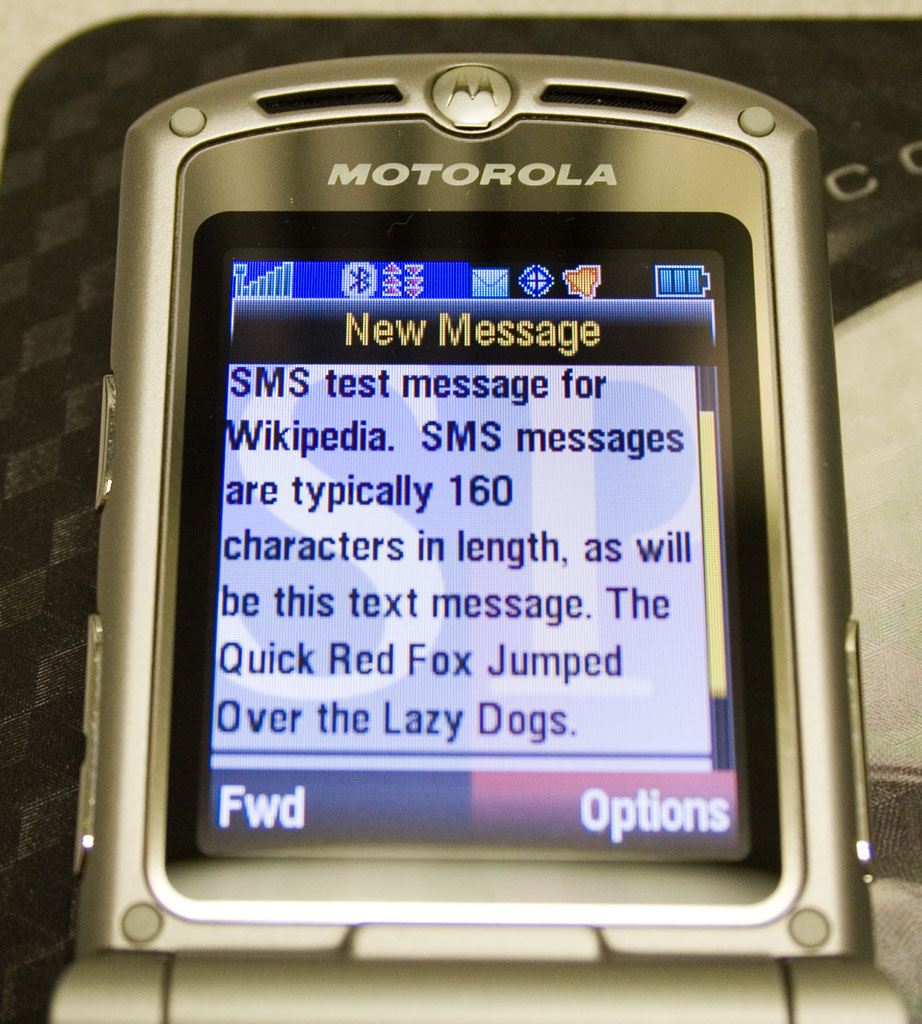
Přijatá SMS na mobilu Motorola Razr.

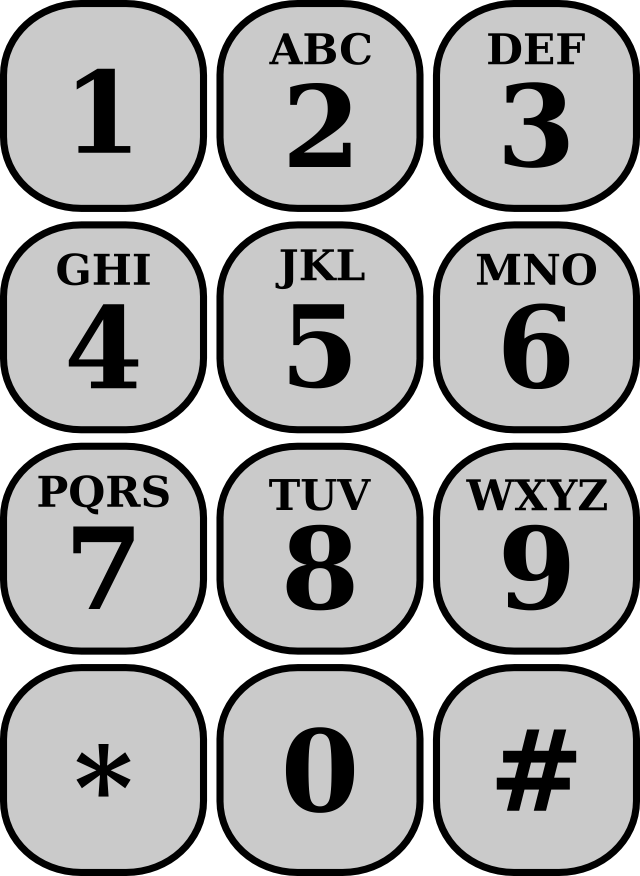
Nejběžnější rozložení klávesnice tlačítkových mobilních telefonů.

SMS (anglicky Short Message Service, služba krátkých textových zpráv) umožňuje přenášet krátké zprávy mezi mobilními telefony od roku 1993. Zprávu lze posílat mezi mobilními telefony, IoT zařízeními, pevnými telefony nebo přes internet. Délka jedné zprávy je omezena na 160 znaků, ale většina zařízení umí spojit více zpráv dohromady. Pomocí SMS lze také platit různé služby, ovládat různá zařízení (chytrá domácnost), poslat peníze na charitu (Dárcovská SMS – DMS), zjistit polohu volajícího, uskutečnit dvoufázové ověření a podobně. Rozšířením konceptu SMS byly MMS (multimediální zprávy), které umožňují zasílání zvuku, obrázků a videa.
Po ukončení provozu 2G sítí (v Česku po roce 2026) budou SMS zprávy nahrazeny systémem RCS. Pro uživatele nedojde k viditelné změně, protože podpora RCS byla integrována do aplikací používaných pro zasílání SMS zpráv.

## Charakteristika
SMS zprávy jsou posílány ve 2G sítích přes signalizační protokol SS7, který v té době existoval, ale nebyl využíván. První SMS zpráva byla poslána 3. prosince 1992. Kvůli tomu musel být upraven firmware mobilních telefonů a v mobilních sítích zavedena SMS centra, protože původní specifikace s tím nepočítala. Původně mělo jít o způsob, kterým by mobilní operátoři mohli posílat výstrahy svým zákazníkům.

### Velikost SMS zprávy
SMS má obvykle 160 znaků. Tato velikost je výsledkem standardu GSM, který stanovuje, že pro text SMS je povoleno celkem 1120 bitů na jednu SMS. Jelikož se standardně používá 7bitové kódování ve znakové sadě GSM 03.38, odpovídá tomu 160 znaků. Pokud zpráva obsahuje znaky, které v této znakové sadě obsaženy nejsou (například všechny české znaky s diakritikou kromě é), používá se 16bitové kódování UCS-2, v takovém případě se do jedné SMS zprávy vejde pouze 70 znaků.
Moderní mobilní telefony podporují možnost dlouhých SMS zpráv, což je vlastně několik krátkých zpráv spojených (zobrazených) dohromady. Kvůli tomu, že informace o jednotlivých fragmentech dlouhé zprávy je třeba zapsat do hlavičky, je délka textu jednoho fragmentu spojovatelné zprávy omezena na 153 znaků (při 7bitovém kódování), resp. 67 znaků (při 16bitovém kódování). Dlouhé SMS se mohou skládat v principu z maximálně 255 fragmentů, mobilní zařízení v praxi však podporují zhruba 6–8 fragmentů. Některé přístroje od určitého počtu znaků automaticky odesílají zprávu jako MMS. To může být pro odesílatele i cenově výhodnější, neboť operátoři obvykle účtují poplatek za každý odeslaný fragment. Je však dobré se ujistit, jestli příjemce může MMS na svém zařízení přijmout.

### Krátké kódy
Krátké kódy (anglicky Short Code) jsou speciální zkrácená telefonní čísla (v ČR čtyři až pět čísel, nemají žádnou předvolbu), která slouží k rozesílání hromadných SMS zpráv. Nejsou řešena regulátorem, a proto si jejich tvar  a přidělování stanovuje každý mobilní operátor zvlášť. Objednat si je může jakákoliv firma, ale ceníky jsou neveřejné a závislé na počtu odeslaných zpráv (v roce 2024 byla nejméně výhodná nabídka 1,815 Kč za zprávu). Služby pro hromadné zasílání SMS se nazývají SMS Connect a SMS Gate. Místo čísla si odesílatel může nastavit přezdívku (anglicky Alias/Text ID), která se uživatelům objeví aniž by měli odesílatele v telefonním seznamu (např. Zasilkovna, Balikovna, Air Bank, SAZKA, Google, FACEBOOK, ...). Přezdívka však příjemcům znemožní posílat na zprávy odpovědi.

### Nouzová lokalizace
Pro zlepšení schopností jednotek IZS (záchranka, hasiči) a zkrácení jejich dojezdového času byl vytvořen systém, který zasláním SMS umožňuje zjištit přibližnou polohu mobilního telefonu operátorům IZS. Operátor při tísňovém volání uživatele získá přes automatickou SMS zprávu sílu signálu přijímaných BTS (CellID). Operátorovi tísňové linky je v jeho počítači pomocí triangulace zobrazena na mapě přibližná poloha mobilního zařízení s přesností asi 400 metrů ve městech, ale mimo město až několik kilometrů.
Dne 11. února 2020 došlo v ČR ke spuštění služby Advanced Mobile Location (AML) pro systémy Android od verze 2.3 (Gingerbread), která pro jednotné evropské číslo tísňového volání tísňové linky 112 zpřístupnila operátorům IZS lokalizační údaje chytrých mobilních telefonů (v ČR funguje i pro české národní linky 150, 155 a 158). Mobilní zařízení odešle nejpozději do 25 vteřin po vytočení tísňové linky operátorovi SMS zprávu, která obsahuje lokalizační údaje (GPS poloha, Wi-Fi, CellID signálu BTS) a IMEI, což se dále opakuje se každých 60 sekund. Službu poskytuje software Google Services, který je v telefonu většinou předinstalován výrobcem telefonu, takže je služba automatická. Službu nelze v mobilním telefonu vypnout. K rozšíření služby na systém iOS (verze 11.3 a vyšší) došlo později a jen pro číslo 112. Podle testů z Británie na vzorku 25 000 tísňových volání bylo zjištěno, že 51 % poskytlo lokalizační informace s přesností 10–19 metrů.
Aplikace Záchranka poskytuje operátorovi IZS více informací, než AML.

## Využití SMS v Česku
Krátké textové zprávy se využívají pro zasílání informací a vzájemné dorozumívání mezi uživateli mobilních GSM sítí. Telekomunikační operátor O2 také umožňuje zasílání SMS z pevné linky na mobilní telefon. Je rovněž možné zaslat SMS na pevnou linku. Pokud má příjemce klasickou pevnou linku, je mu SMS strojovým hlasem dvakrát přečtena. Na novějších telefonech s displejem se SMS zobrazuje klasicky.
SMS zprávy jsou využívány jako součást mobilního marketingu na podporu výrobků, služeb a dalších komerčních aktivit (pod jménem Premium Rate SMS, zkráceně PR SMS). Pomocí krátkých textových zpráv je možné hlasovat v soutěžích či dostávat informace a zpravodajství. Interaktivní aplikace v těchto případech umožňují komunikaci on-line. Výsledky hlasování je možné zobrazit okamžitě. Soutěžní SMS ze strany zákazníků se zasílají na klasické mobilní číslo s přijímací GSM bránou anebo na číslo společné pro všechny operátory. Toto číslo je ve tvaru 90Y YY XX, kde XX určuje cenu SMS v korunách včetně DPH a YYY jednoznačně určuje poskytovatele služby. Cena za odeslání takových SMS zpráv se dělí mezi poskytovatelem obsahu (například televizí či jiným médiem, pořadatelem soutěže), poskytovatelem propojení a mobilním operátorem.
Jestliže je soutěž či marketingová podpora většího rozsahu, může se pořádající firma propojit přímo s ústřednou mobilního operátora. V takovém případě garantují smlouvy určitý minimální objem za zaslané zprávy. Takové propojení s operátorem je však velmi drahé. Proto existují firmy, které mají s operátorem zařízeno přímé propojení a zprostředkovávají své služby ostatním. Mezi nejznámější firmy, které poskytují třetím subjektům komerční SMS, payřily v roce 2007 firma Comgate, Axima nebo firmy specializující se na mobilní marketing, kde PR SMS jsou součástí marketingového mixu připraveného kampani na míru. Provize pro zadavatele, v řádu několika desítek procent z ceny SMS, jsou součástí smluv s realizátorem kampaně.
Příkladem komerčního využít SMS zprávy bylo například zvláštní předplatné erotické linky. Odesláním zpoplatněné textové zprávy s klíčovým slovem došlo automaticky k aktivaci přístupu na místní telefonní číslo ve tvaru 2xx xxx xxx. Pokud uživatel své předplatné nezrušil, odečítala se mu z kreditu či na fakturu operátora částka 19,50 Kč. Služba byla zřejmě ojedinělá, protože většina erotických linek či audiotextových služeb je poskytována na číslech se zvláštním tarifem. Později byl tento druh SMS předplatného provozovatelem erotické linky zrušen.
Pro použití Premium Rate SMS existují přísná pravidla. SMS je například možné používat pouze pro činnost, která souvisí s mobilním telefonem. Pravidla se liší podle typu poskytovatele Premium SMS služeb.

### Rekordy
Obyvatelé České republiky jsou v užívání SMS velmi zběhlí a stále je trend takový, že každým rokem vzroste objem poslaných SMS. Může za to především přijatelně nízká cena za jednu odeslanou SMS v kombinaci s tím, že 160 znaků bývá dostačující objem pro komunikaci. [zdroj?]
Klasickým „rekordním“ obdobím bývají Vánoce a Nový rok, kdy zatím v těchto obdobích každým rokem padl rekord za předchozí období. Například v roce 2005 prošlo všemi českými sítěmi na Vánoce 58,5 milionů SMS, což znamená, že na každého občana (včetně kojenců a starých lidí) připadlo 6 odeslaných SMS za jeden den. Na Silvestra bylo toho roku odesláno 33 milionů textových zpráv. V roce 2007 bylo na Štědrý den posláno přes 70 milionů SMS.
V průběhu marketingové akce „Děkujeme, jste jedničky“ firmy T-Mobile, kdy 20. srpna a 21. srpna 2005 byly SMS ze sítě T-Mobile naprosto zdarma prošlo jenom z této sítě 50,6 milionů SMS a v neděli 21. srpna 54 milionů SMS.
Nejvíce úspěšnou službou Premium SMS se ukázalo hlasování do první řady soutěže Česko hledá SuperStar, kdy byl provoz srovnatelný se silvestrovským zatížením. Přitom jedna odeslaná SMS stála 6 Kč.

### SMS brány
Mobilní operátoři poskytují svým zákazníkům či veřejnosti možnost zaslat (bezplatnou či zpoplatněnou) textovou zprávu do své vlastní sítě, případně i do sítě jiných operátorů, včetně rozesílání hromadných zpráv. Tato služba je přístupná ze stránek mobilního operátora anebo přes jiné rozhraní.

#### Veřejné SMS brány
Dříve bylo v ČR zasílání SMS zpráv z bran mobilních operátorů omezené jenom počtem znaků. Později svojí SMS bránu omezil operátor Eurotel (nyní O2) na zprávy zdarma o délce maximálně 60 znaků. U mobilního operátora T-Mobile byla SMS brána veřejně dostupná. Mobilní operátor Vodafone nabízel zaslání SMS do své sítě zdarma všem bez omezení.
Lze využít služeb dalších internetových SMS bran, které odesílají SMS zdarma do všech sítí v ČR, někdy je ovšem nutná registrace. Poskytovatelé telekomunikačních služeb ale tuto službu omezují, operátor Vodafone službu k 30. 4. 2017 ukončil. Nacházela se na stránkách vodafone.park.cz. Operátor O2, který měl také vlastní bránu ji o rok dříve zrušil pro své zákazníky v mojeo2.cz také.

#### Nebezpečí spamu
V souvislosti s SMS branami i komerčním zasíláním SMS existuje riziko spamu. V České republice řeší tuto problematiku zákon o některých službách informační společnosti. Pro zaslání obchodního sdělení pomocí SMS je vyžadován prokazatelný souhlas příjemce. Pokud subjekt prokazatelný souhlas nevlastní, je zasílání obchodních zpráv zakázáno.

## Svět
Dle statistik agentury Nielsen průměrný Američan ve druhém čtvrtletí roku 2008 poslal 357 textových zpráv měsíčně, zatímco hovorů uskutečnil jen 204. Ve Spojených státech amerických se tak změnila dlouho zažitá tradice – nepopulární textové zprávy předčily klasické telefonování.

## Rizika

### Podvržení SMS zpráv
Během různého období se na Internetu objevovaly služby, které nabízely možnost zneužít a zasílat falešné SMS zprávy. Tyto zprávy vypadaly, jako kdyby byly odeslány někým jiným. Koncem srpna roku 2005 se objevila on-line službu serveru SMSspoofing.com, který nabízel po registraci možnost simulovat, že SMS odeslala ze svého mobilního přístroje jiná osoba. Služba fungovala také pro Českou republiku a všechny tři mobilní operátory (Eurotel, T-Mobile, Oskar). Doručování takových podvržených SMS zpráv bylo následně zastaveno například mobilním operátorem Eurotel. Podle odborného serveru Mobil.cz existoval tehdy pro rozpoznání falešných SMS zaslaných touto službou následující postup:

Pokud si pravost zprávy neověříte přímo u odesílatele, můžete se podívat na to, z jakého SMS centra byla zpráva odeslána. Některé telefony toto číslo uvádějí v detailních informacích u každé SMS.
- SMSspoofing.com: +447797706025.
- Eurotel/O2: +420602909909
- Oskar/Vodafone: +420608005681
- T-Mobile: +420603052000

Ještě v roce 2009 bylo možné uvést nesprávné odesílací číslo u brány operátora Vodafone. V takové zprávě je však uveden příznak odesílatele „WWW“, což mělo adresáta v případě pochybností upozornit na nutnost určité obezřetnosti. Podobnou službu bylo možné využít i v rámci aplikace Oskárek, která umožňovala odesílat tzv. aprílové SMS, kde bylo možné určit odesílatele jako text o délce až 11 znaků. Doručená zpráva se pak mohla zobrazit s odesílatelem například „Fantomas“, „Jezisek“ nebo „Operator“.
Umělecká skupina Ztohoven posílala 5. 6. 2012 falešné SMS vzájemně mezi různými poslanci.

### Bezpečnost SMS
SMS jsou přenášeny protokolem SS7, což je signalizační protokol GSM komunikace, který nemusí být dostatečně zabezpečen. Pomocí vhodného zařízení tak lze všechny místně přenášené SMS zprávy odposlouchávat napojením na rádiový přenos z BTS. Obranou proti útoku je použití kvalitnějšího šifrování mezi BTS a mobilním zařízení, což však znamená, že starší mobilní telefony nemusí být schopny se do sítě mobilního operátora připojit. Další možností získání obsahu SMS je SIM swap scam, smishing, nebo instalace podvodné aplikace do mobilního telefonu příjemce.